# Quartier Jeanne d'Arc - Longs-Champs - Atalante Beaulieu
Le quartier Jeanne d’Arc - Longs-Champs - Atalante Beaulieu est un quartier de la ville de Rennes. Du fait de la présence d'universités et de grandes écoles sur le quartier, la population étudiante est importante : elle représente 35,6 % des habitants (environ 3 000 personnes). Il est composé de quatre sous-quartiers :
- Jeanne d’Arc
- Les Longs-Champs
- Beaulieu
- Plaine de Baud

## Situation
|                                                           | Rennes, quartier Maurepas - Patton                  |                |
| Rennes , quartier Thabor - Saint-Hélier - Alphonse Guérin | Rennes, quartier Jeanne d’Arc-Longs Champs-Beaulieu | Cesson-Sévigné |
|                                                           | La Pommeraie                                        |                |

## Jeanne d’Arc
C'est la partie la plus anciennement urbanisée du quartier, située entre la rue de Fougères et l'avenue François Château. L’aménagement a été favorisée par l'établissement des boulevards péricentraux, reliant la Vilaine aux rues de Paris, Fougères et Antrain (boulevards de Strasbourg, de Metz, et Volney). À l'est, le quartier est délimité par le boulevard de Vitré qui le coupe des quartiers de Beaulieu et Longs-Champs celui-ci ayant à une époque constitué la limite orientale de la ville de Rennes. Au nord on trouve le parc de Maurepas, tandis que le CHS Guillaume Régnier occupe toute la tranche sud du quartier.
Jeanne d'Arc est principalement desservie par les lignes C2, 14 (boulevard Painlevé), C3, 10, 32 et 67 (avenue Leclerc). Le nord du quartier est également desservi par la ligne b du métro, sur le boulevard de Vitré, en limite de Maurepas.

### Commerces et équipements
- Parc de Maurepas, jardin municipal de 5,5 hectares créé en 1936.
- Lycée Jeanne d'Arc
- Centre hospitalier Guillaume-Régnier
- Complexe sportif Courtemanche

L'église Jeanne d'Arc est au cœur du quartier
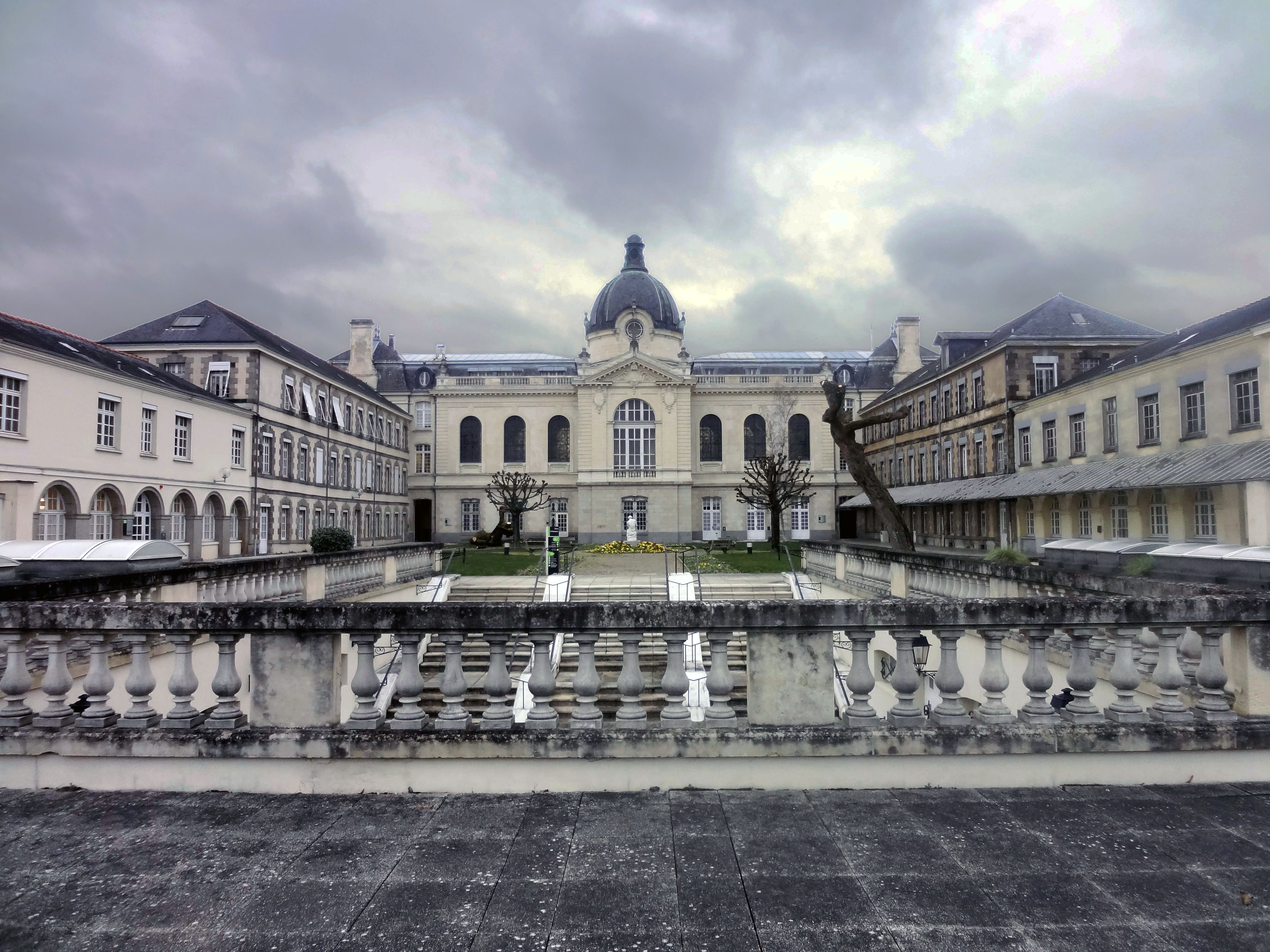
Cour d'honneur de l'hôpital Guillaume Régnier
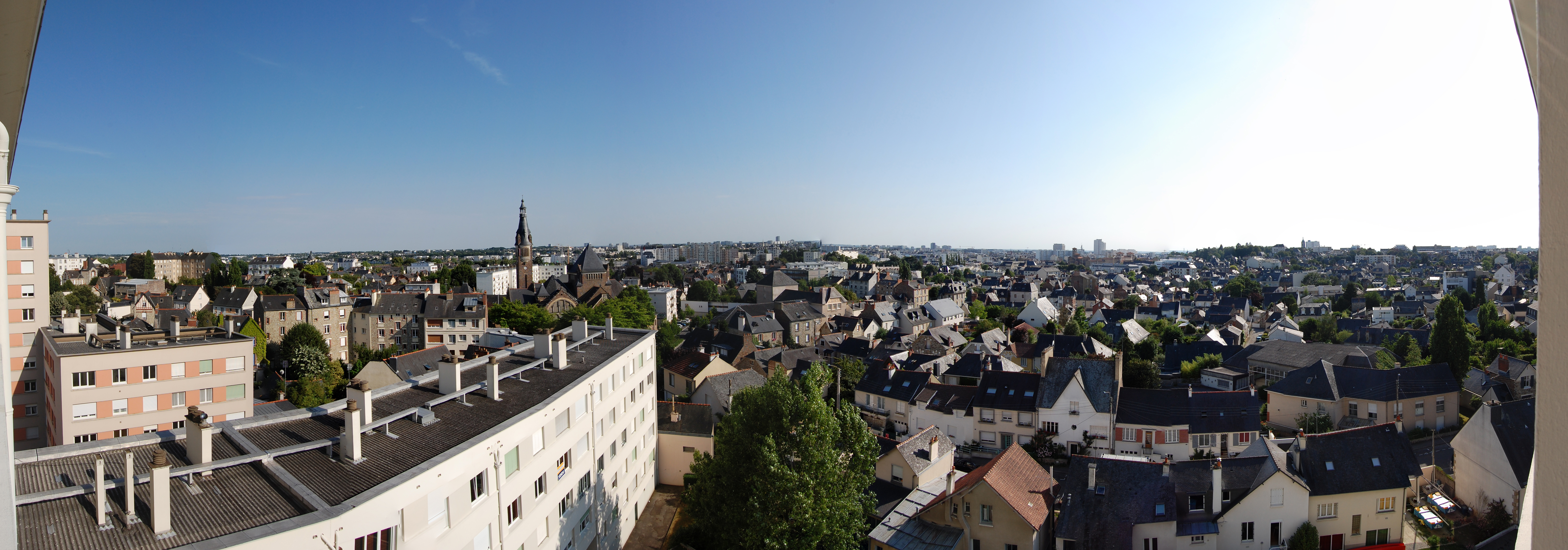
Quartier Jeanne d'Arc

### Voies principales
- boulevard Alexis Carrel
- rue Danton
- avenue François Château
- boulevard Paul Painlevé
- boulevard de Vitré

## Longs-Champs
Ce quartier est délimité au nord par le parc des Gayeulles et la rue de Fougères jusqu'au rond-point des Gayeulles, et au sud par l'avenue des Buttes de Coësmes et la rue Mirabeau. On peut distinguer 
- à l'ouest, une large emprise à proximité du boulevard de Vitré destinée à l'enseignement secondaire et supérieur (Collège les Gayeulles, Lycée Joliot Curie, Lycée Châteaubriand).
- au centre, une zone résidentielle bâtie autour de deux étangs, mixant maisons individuelles et petits collectifs
- à l'est, le centre commercial des Longs-Champs.
- au nord, le long de la rue de Fougères, une zone commerciale.

C'est un quartier assez prisé du fait de son environnement agréable et la présence de deux étangs, un premier au milieu de la zone résidentielle et le second face au centre commercial.
Question transport, Les Longs Champs sont principalement desservis par la ligne C2. Au sud, à la limite avec Beaulieu, sont présents de nombreuses autres lignes de bus.
Depuis la mise en service de la ligne B du métro, deux stations desservent le quartier, d'une part la station Joliot-Curie sur le boulevard de Vitré, et d'autre part la station Atalante sur la rue du Clos Courtel.

### Commerces et équipements
- Centre commercial Les Long-Champs
- Bibliothèque des Longs-Champs
- Lycée Joliot Curie
- Lycée Châteaubriand
- Collège les Gayeulles
- Centre Médical et Pédagogique de Beaulieu

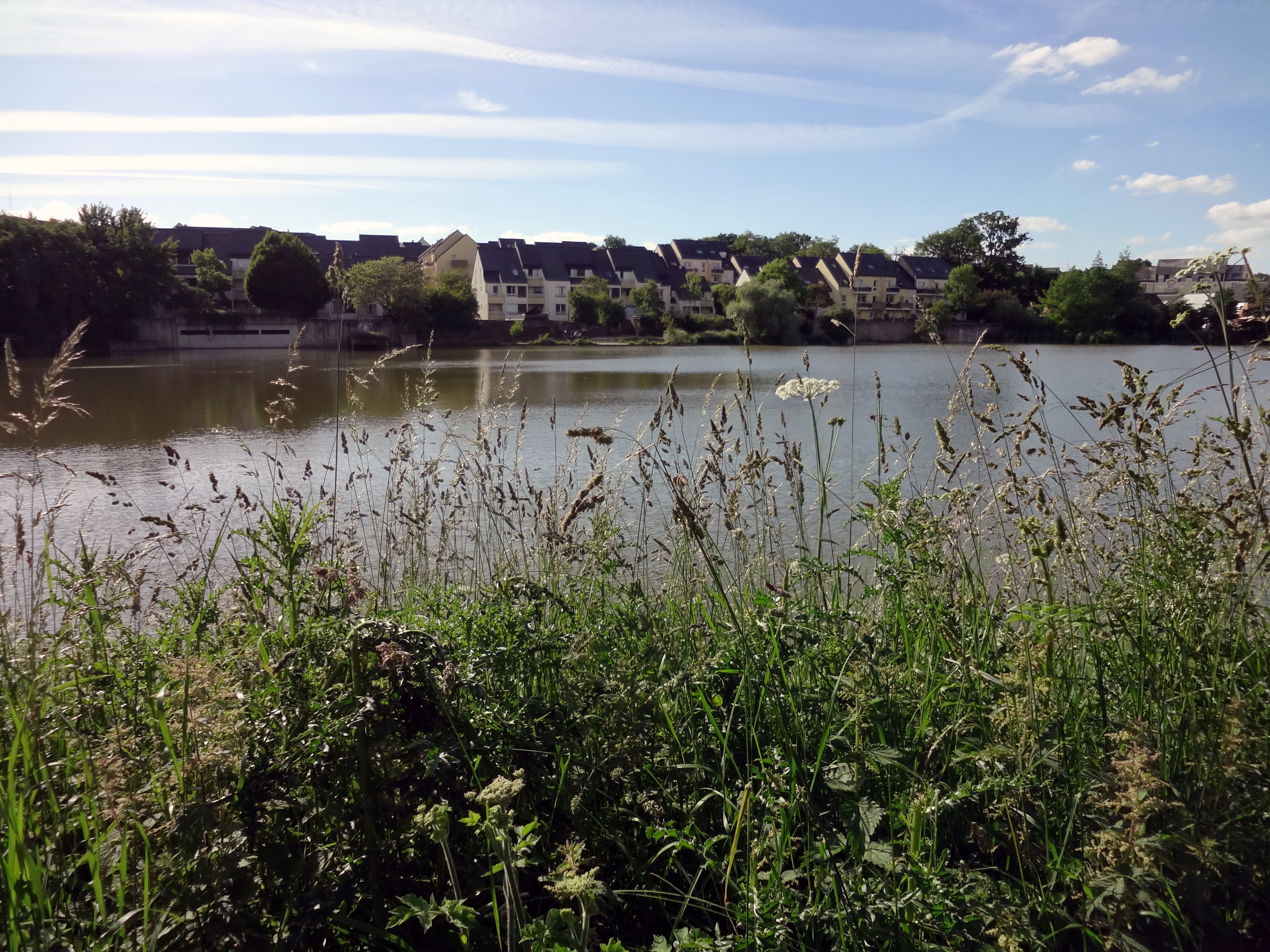
Les Longs Champs sont marqués par la présence de deux étangs
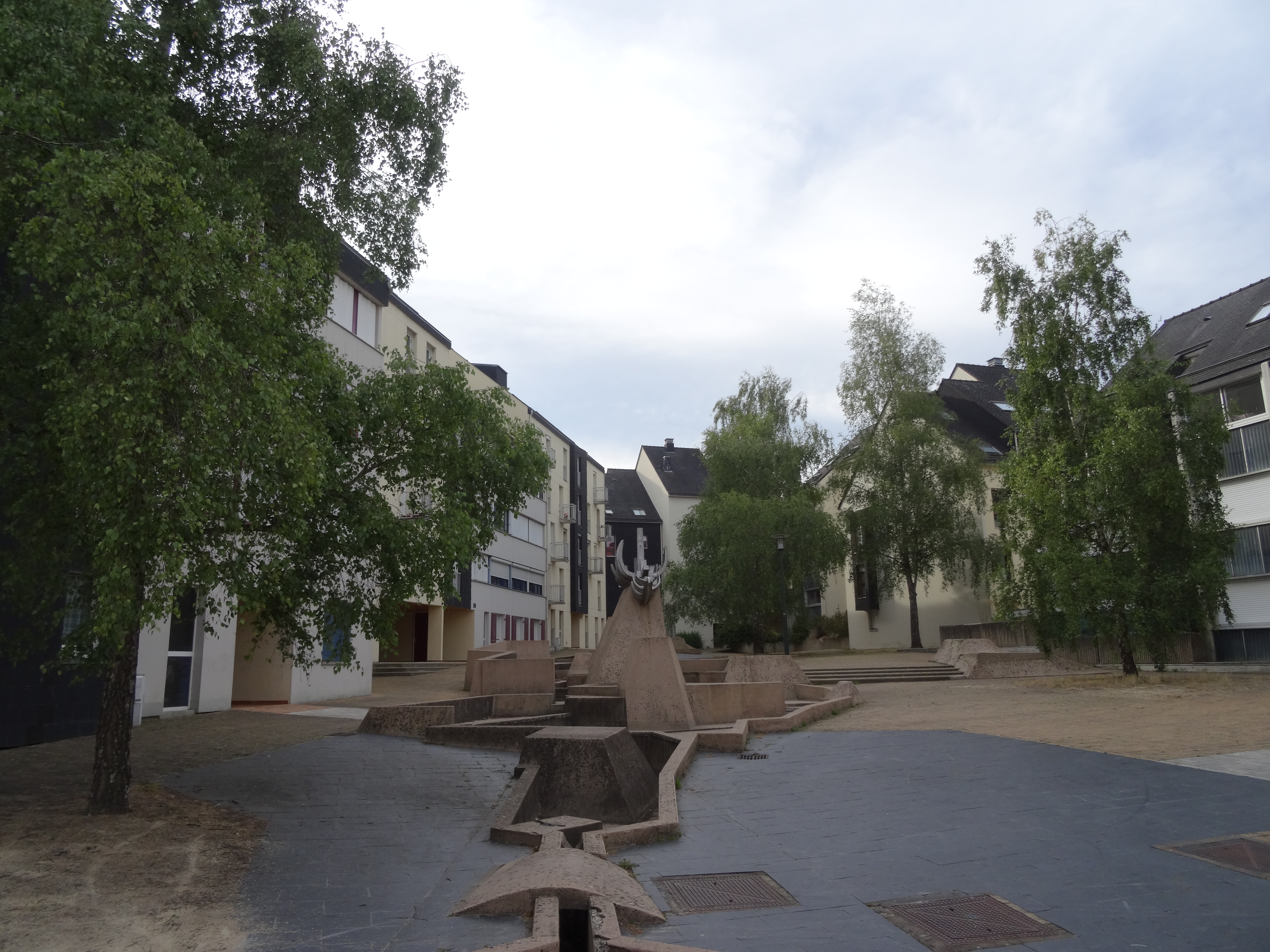
Square Pedro Flores-Cano
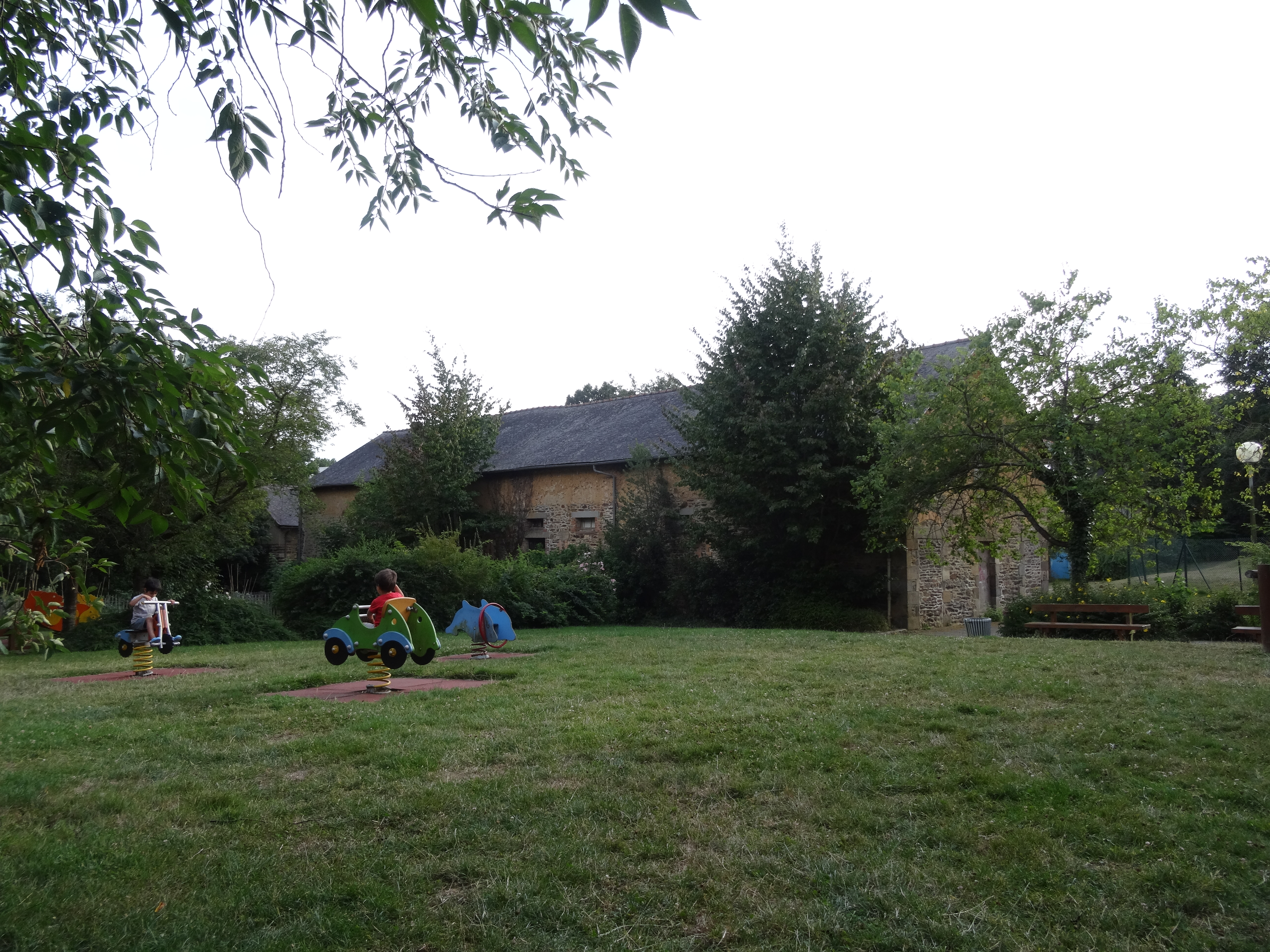
Ferme des Gallets

### Voies principales
- avenue des Buttes de Coësmes
- rue du Clos Courtel
- route de Fougères
- rue Mirabeau
- rue Xavier Grall

## Beaulieu
C'est un quartier à dominante universitaire où la surface résidentielle est faible : le campus de Beaulieu et les grandes écoles avoisinantes y occupent la majeure partie du foncier. Construit à l'époque "hors la ville" dans les années 1960 comme de nombreux sites universitaires en France, tel son homologue de Villejean, c'est le site d'implantation de ENSCR, de l'INSA et bien sûr de l'université Rennes 1 qui occupe une emprise foncière importante et accueille un tiers des effectifs de l'université. D'autres écoles sont également implantées dans le quartier.
Outre ces établissements d'enseignement supérieur, on y trouve également deux zones à dominante d'habitat. La première est située entre les avenues Leclerc et Château, à l'angle sud-ouest du quartier. On y trouve d'ailleurs le château de la Folie-Guillemot, du début du XXe siècle. L'autre zone d'habitat est le Bois Perrin, également à l'ouest du quartier, où se trouvent une cité ainsi qu'un site hospitalier rattaché au CHS Guillaume Régnier. À l'est, diverses entreprises sont implantées sur le site Atalante-Beaulieu de la technopôle Rennes Atalante. Cette zone s'étend d'ailleurs en dehors des limites de Rennes. On trouve néanmoins très peu de commerces dans ce quartier. Du fait d'une importante population étudiante, le quartier est parcouru par de nombreuses lignes de bus et relié directement à la plupart des autres quartiers rennais. Les arrêts les plus importants sont Tournebride au sud sur l'Axe Est-Ouest, Beaulieu Restau U au nord, où est implanté la station de métro Beaulieu - Université et Clos Courtel au nord-est où se trouve la station de métro Atalante.

### Commerces et équipements
- Campus de Beaulieu
- MJC du Grand Cordel
- Le Diapason
- Centre du Bois Perrin - Psychiatrie Infantile
- Lycée professionnel Louis Guilloux
- Cités universitaires : Beaulieu, Jean Ferrat, Mirabeau, Moulin de Joué.

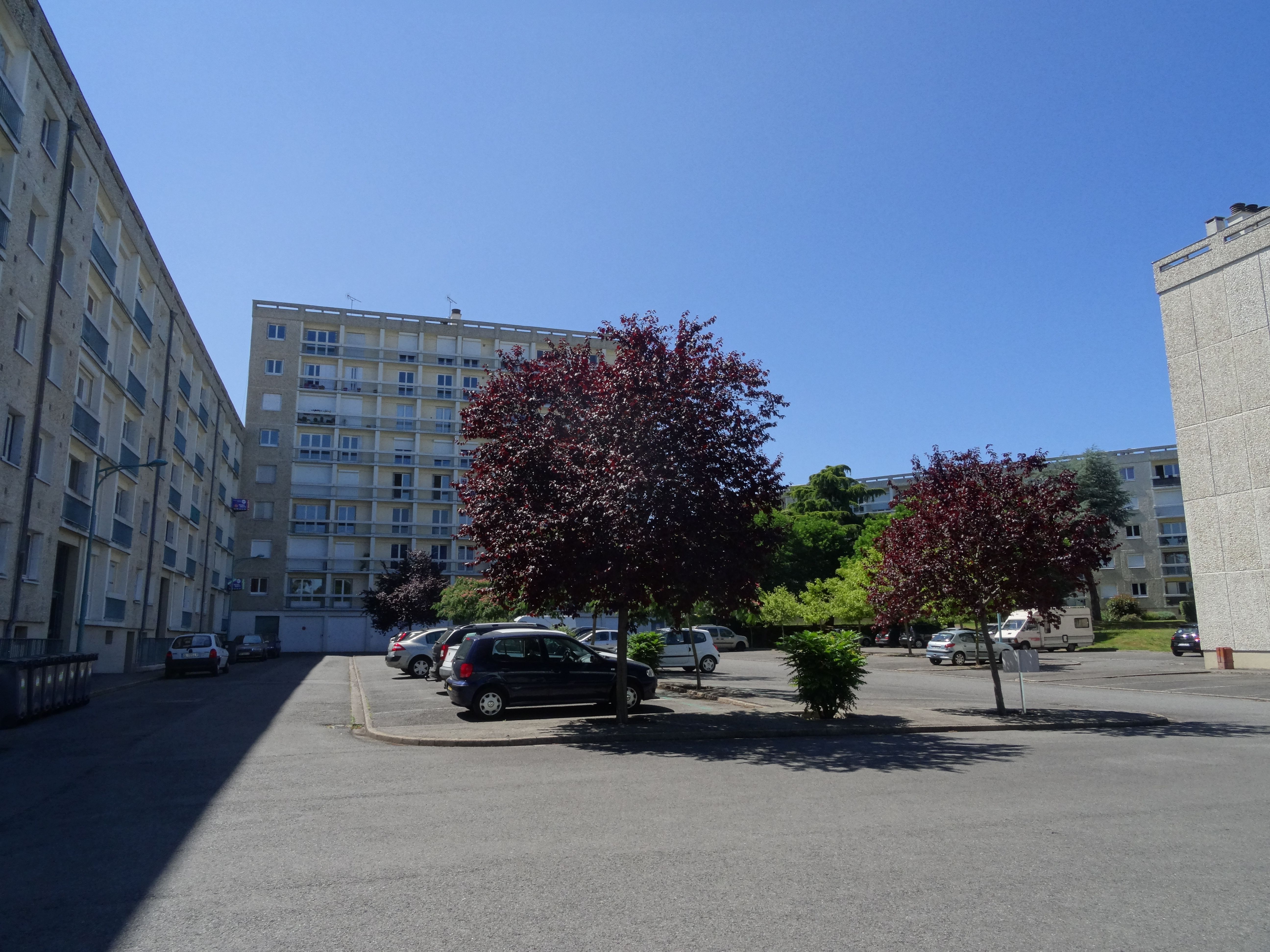
Cité du Bois Perrin
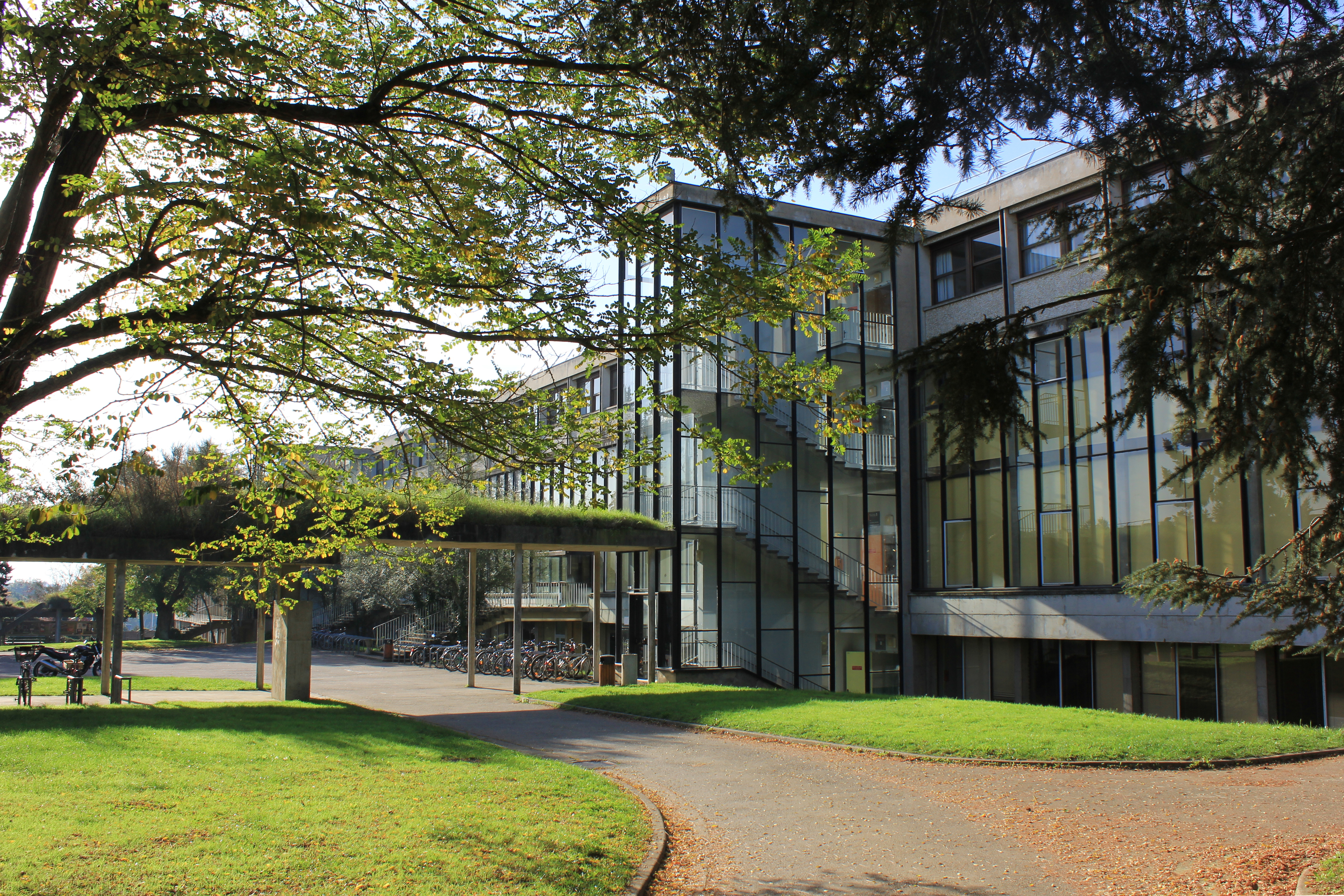
Campus de Beaulieu

### Voies principales
- allée de Beaulieu
- rue du Bois Perrin
- rue du Clos Courtel
- avenue du Général Leclerc
- avenue du Professeur Charles Foulon

## Plaine de Baud
La Plaine de Baud, aussi nommée Baud-Chardonnet du nom du quartier en émergence, tient son nom du Manoir de Baud, et de la zone industrielle Chardonnet. C'est un quartier de l'est de la ville qui s'étend de part et d'autre de la Vilaine. La majeure partie du quartier est située sur la rive gauche, délimitée au sud par la voie ferrée Paris-Brest, à l'ouest par le boulevard Villebois-Mareuil qui en constitue l'un des accès, et enfin à l'est par la gare de triage. Les autres accès sont situés au nord, où deux ponts enjambent la Vilaine, l'un, le plus récent, le pont Václav Havel depuis la rue du moulin de Joué, l'autre, le pont de Baud, depuis l'avenue François-Château. Ce découpage correspond au périmètre de la zone industrielle Chardonnet néanmoins le quartier s'étend également sur la rive droite de la Vilaine. Ceci est dû à la rectification du tracé de la Vilaine qui a eu lieu dans la deuxième moitié du XXe siècle. En effet, jadis la Vilaine passait plus au nord, en bordure de la route de Paris, actuelle avenue du Général Leclerc. De fait le périmètre du quartier inclut également une petite zone entre les avenues Leclerc et Préales, au sud du campus de Beaulieu. Sur cette zone s'établit en 2012 le parc-relais des Préales en bordure de l'Axe Est-Ouest.
La Plaine de Baud est ainsi desservie par les transports en commun sur cet axe (lignes C4 et C6, principalement) et à l'ouest par la 32 sur le boulevard Villebois-Mareuil. En lien avec l'aménagement de cette voie destinée aux bus, la rive droite du fleuve a été entièrement et agréablement réaménagée avec une voie piétonne, en contrebas des voies routières dont la sépare un alignement de gabions. Sur ce même secteur est prévu dans le cadre d'une opération d'urbanisme l'établissement de nouveaux bâtiments à vocation universitaire. Sur la rive gauche, le quartier de la plaine de Baud est également en profond remaniement, là aussi dans le cadre de la ZAC Baud-Chardonnet. Le démarrage de la construction des logements a lieu en 2015. Le premier îlot comprendra environ 400 logements, dont 25 % de locatifs sociaux ou intermédiaires et 50 % de logements en accession libre. Avec en perspective les premières livraisons de logements en 2016, le quartier Baud-Chardonnet devrait accueillir, à terme, 5 200 habitants au sein de 2 580 nouveaux logements, selon une grande diversité de formes architecturales et de typologies de logement dans des immeubles de 4 à 17 étages. Il comptera également 3 700 emplois dans les futurs bureaux (56 000 m2) et locaux d’activité et de commerce (8 500 m2).
La ZAC prend donc part sur la moitié ouest de l'ancienne zone industrielle Chardonnet, entièrement nettoyée à la fin des années 2010 des quelques bâtiments d'activités restant, mais surtout des hangars désaffectés où se déroulaient de temps à autre des free party et enfin des jardins familiaux. Actuellement, seulement la moitié Est de cette zone demeure en activité avec principalement le dépôt de bus, les ateliers municipaux et des entreprises de logistique. Le réseau viaire témoigne sur l'avenue Chardonnet de nombreux embranchements particuliers, désormais désaffectés, de ces entreprises vers le réseau ferré tout proche. Dans le cadre de la ZAC il également envisagé de réaliser un viaduc pour relier Baud-Chardonnet au quartier du Landry, enjambant le faisceau de voies ferrées.
En 2019 est ouvert Les Plages de Baud, parc en bord de Vilaine.

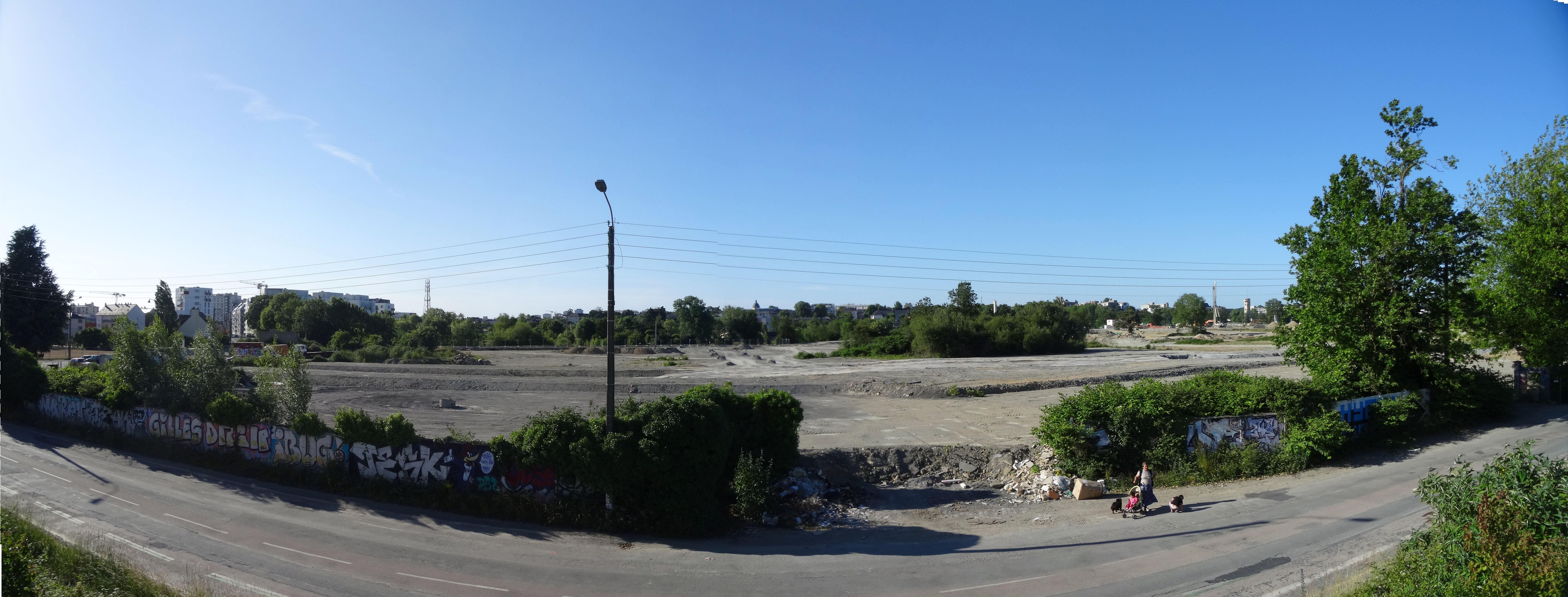
ZAC Baud-Chardonnet en juin 2015
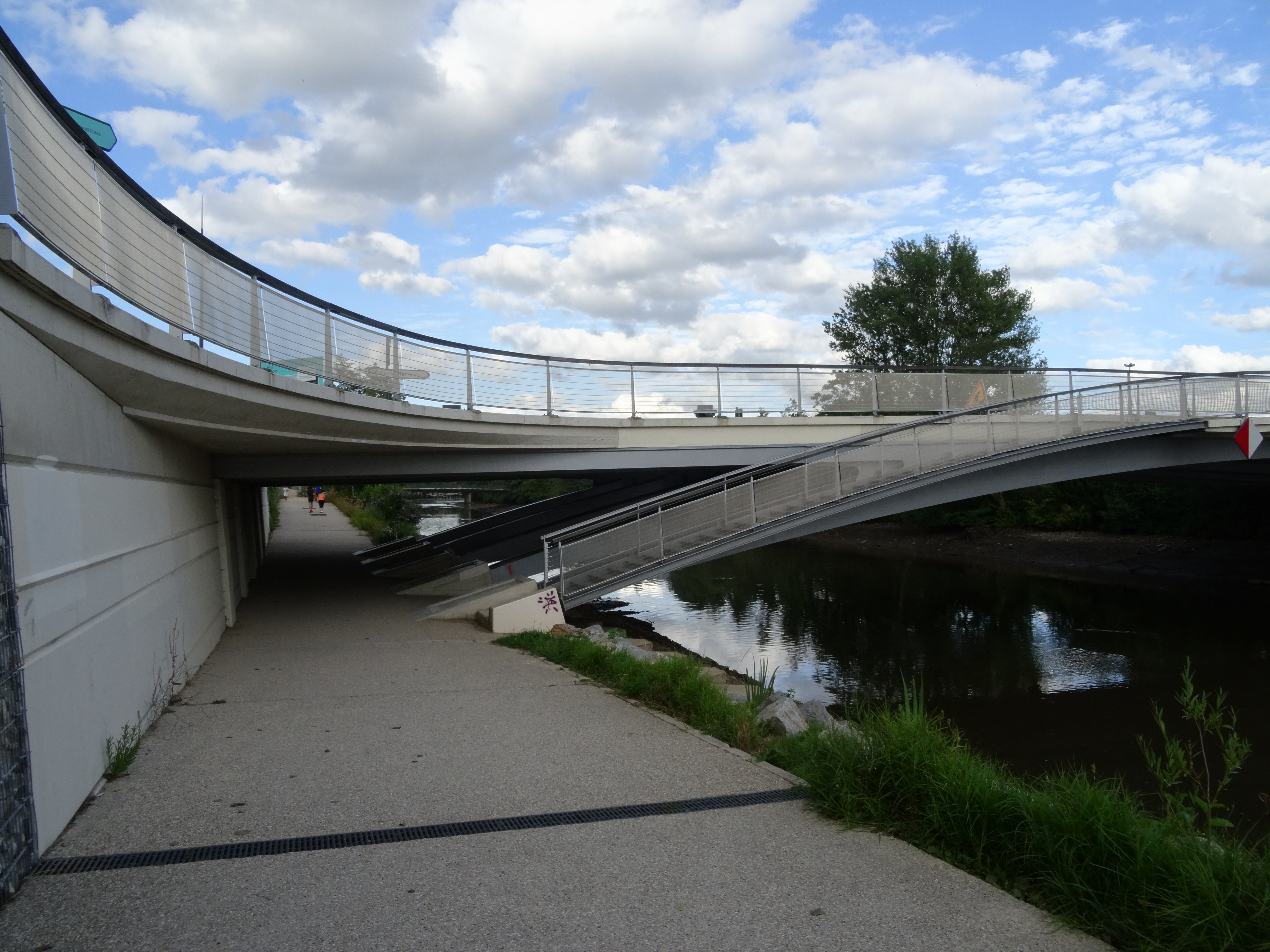
Pont Václav Havel
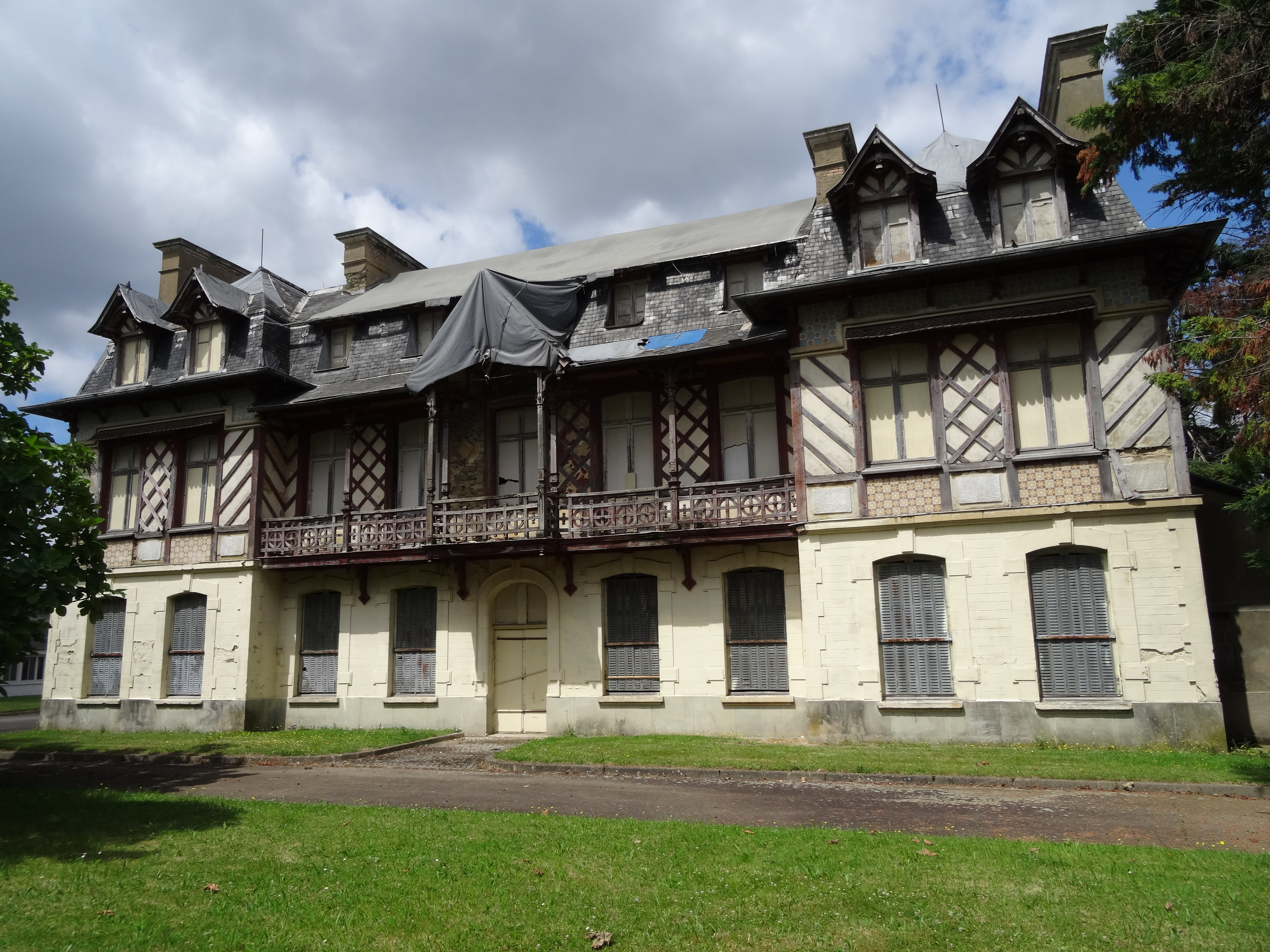
Le manoir de Baud sera réhabilité en équipement de quartier
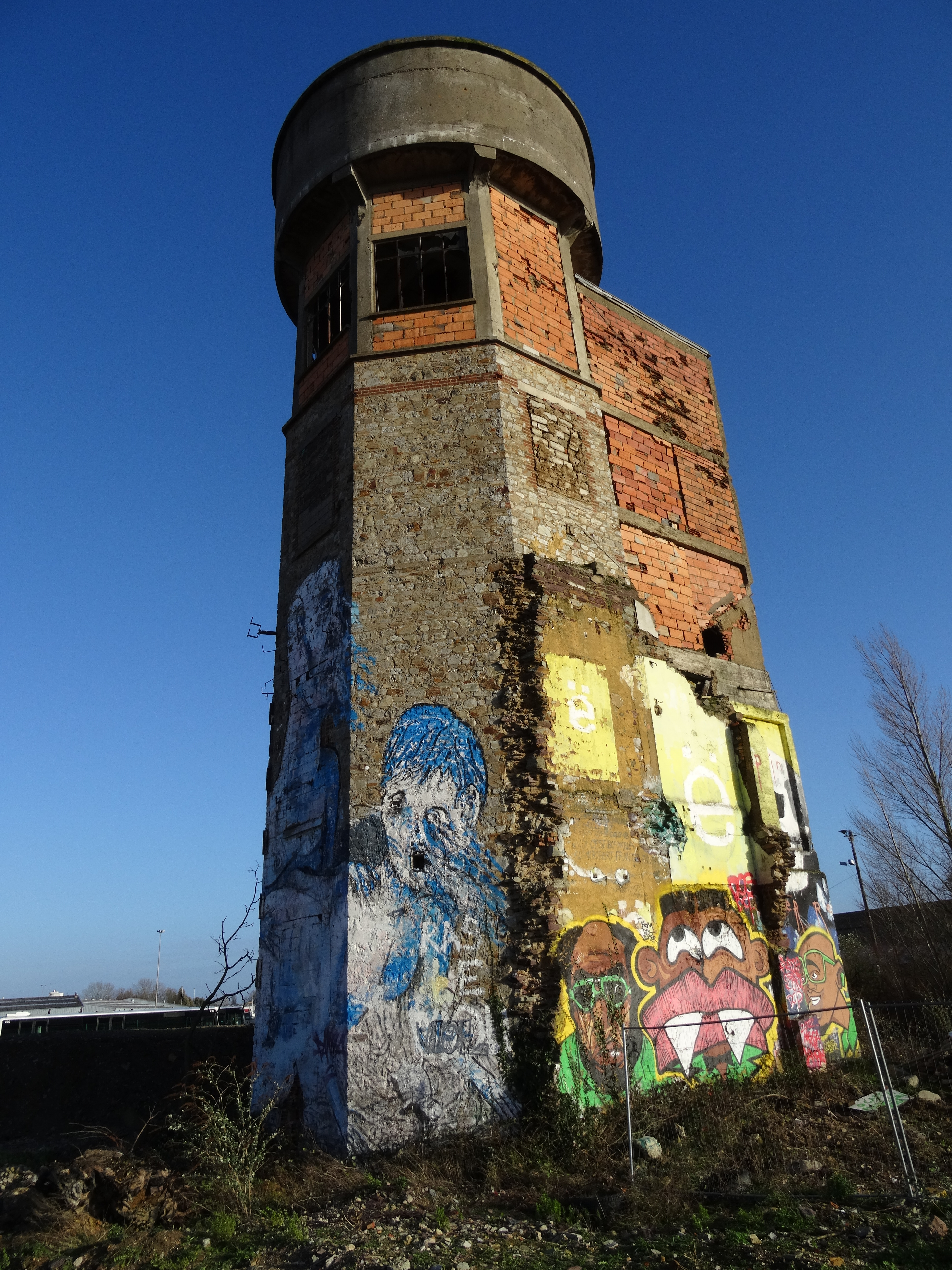
Château d'eau Plaine de Baud
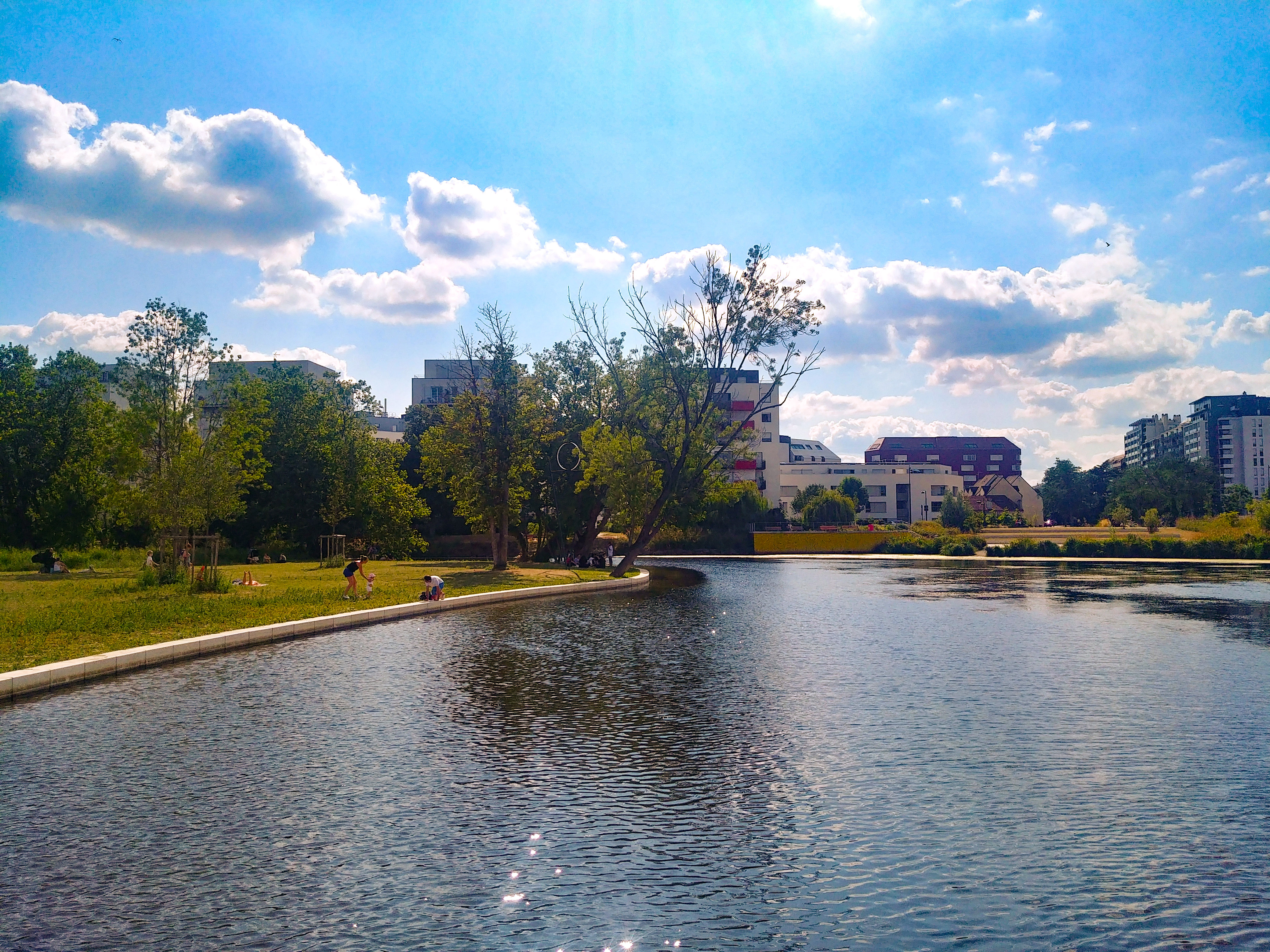
Les Plages de Baud, parc du quartier ouvert en 2019.

### Voies principales
- avenue Chardonnet
- rue Jean-Marie Huchet
- avenue Jorge Semprún